# Taisei Corporation
Taisei Corporation (大成建設株式会社 Taisei Kensetsu Kabushiki-gaisha?) (TYO: 1801) es una compañía japonesa fundada en 1873. Sus principales áreas de negocio son la Construcción, ingeniería civil y el desarrollo de inmuebles.

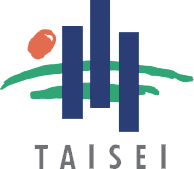
Taisei Corporation

Taisei tiene delegaciones en una docena de ciudades japonesas, con su sede principal en el Shinjuku Center Building, situado en el distrito financiero de Nishi-shinjuku en Shinjuku, Tokio. También tiene oficinas en Seúl, Taipéi, Kaohsiung, Filipinas, Birmania, Kuala Lumpur, Yakarta, India, Turquía, Abu Dhabi, Fráncfort del Meno, EE. UU., y Perú.

## Historia
Taisei fue fundada en 1873 como Okuragumi Shokai (大倉組商会?). Cambió de nombre a Nippon Doboku Co., Ltd. (有限責任日本土木会社?) en 1887, y fue renombrado como Taisei Corporation en 1946. La empresa completó el primer metro de Japón en 1927, el nuevo Palacio Imperial en 1968, y el Puente de la Bahía de Yokohama en 1989. Actualmente está construyendo un túnel ferroviario de 14 kilómetros bajo en Bósforo y que conectará las orillas europeas y asiáticas de Estambul, Turquía.